# Lam Research

Logomarca

Lam Research Corporation (NASDAQ: LRCX, B3: L1RC34) é uma empresa de semicondutores estadunidense, sediada em Fremont.